# Christian Bach (actrice)
Pour les articles homonymes, voir Christian Bach et Bach (homonymie).
Adela Christian Bach Bottino (née le 9 mai 1959 à Buenos Aires (Argentine) et morte le 26 février 2019 à Mexico (Mexique)), connue sous le nom de Christian Bach, est une actrice argentine naturalisée mexicaine.
Elle était également avocate et spécialiste en droit international humanitaire et travaillait à la coopération internationale.

## Biographie
Après l'obtention d'un diplôme d'avocate, Christian Bach part à Mexico pour devenir actrice et commence à être connue grâce à l'acteur, directeur et producteur de cinéma et de télévision Ernesto Alonso. Elle commence à travailler dans de petites mises en scène et dans des films, obtient un petit rôle en 1979 dans Los ricos también lloran, et quatre ans plus tard un rôle principal dans Bodas de odio. En 1986, elle tient un rôle conjointement à Humberto Zurita dans le film De pura sangre (es). La même année, elle se marie avec ce dernier. Dix ans plus tard, le couple Zurita-Bach décide de créer sa propre entreprise de production Zuba producciones et de quitter Televisa au profit de TV Azteca. Deux ans plus tard, ils produisent deux telenovelas, La Chacala et Azul tequila (es), une production dans laquelle jouent Bárbara Mori et Mauricio Ochmann.
Après neuf ans d'absence, Christian Bach revient sur Tv Azteca où elle enregistre la telenovela Vidas robadas au côté de Carla Hernández (es) et Andrés Palacios, où elle joue le rôle de María Julia Fernández Vidal.
En 2013, elle passe à Telemundo, où elle réalise la telenovela La patrona, avec Aracely Arámbula et Jorge Luis Pila. En 2014, elle fait partie de la telenovela La impostora avec son fils Sebastián Zurita (es) et Lisette Morelos.

### Mort
Christian Bach est morte le 26 février 2019 d'un arrêt respiratoire mais ses proches, par respect pour la vie privée de l'actrice, n'annoncent la nouvelle que le 1er mars 2019.

### Vie privée
Christian Bach était mariée avec l'acteur mexicain Humberto Zurita avec lequel elle a eu deux garçons : Sebastián Zurita et Emiliano Zurita.

## Filmographie

### Long métrage
- 2013 : Deseo d'Antonio Zavala Kugler.

### Telenovelas
- 1979-1980 : Los ricos también lloran
- 1982 : El amor nunca muere
- 1983-1984 : Bodas de odio
- 1997-1998 : La Chacala
- 2010 : Vidas robadas
- 2013 : La patrona (Telemundo) : Antonia Guerra Vidal Beltrán
- 2014 : La impostora (Telemundo) : Raquel Altamira

## Récompenses et distinctions
- 1984 : Premios TVyNovelas de la Meilleure actrice pour Bodas de odio